# دیوید ریچموند
دیوید ریچموند (انگلیسی: David Richmond; ۲۰ آوریل ۱۹۴۱ – ۷ دسامبر ۱۹۹۰) یک فعال مدنی بود که در تحصن گرینزبورو نقش کلیدی داشت.